# Oppenheim (Germania)
Oppenheim è una città di 7.098 abitanti della Renania-Palatinato, in Germania.

Appartiene al circondario (Landkreis) Magonza-Bingen (targa MZ) ed è parte della comunità amministrativa (Verbandsgemeinde) di Rhein-Selz.

## Amministrazione

### Gemellaggi
Oppenheim è gemellata con:
- Givry
- Adnet
- Werder
- Calp
- Sant'Ambrogio di Valpolicella